# Franz Hebel
Franz Hebel (* 11. April 1926 in Frankfurt am Main; † 21. Mai 2015 ebenda) war ein deutscher Germanist, Didaktiker und Hochschullehrer.

## Leben und Wirken
Nach dem Wehrdienst (1944/45) und seiner Reifeprüfung 1946 studierte Franz Hebel von 1946 bis 1951 Germanistik, Geschichte, Katholische Theologie und Philosophie an der Universität Frankfurt/M. Die beiden Staatsexamen für den höheren Schuldienst legte er 1951 und 1954 ab. Von 1951 bis 1953 war er als Realschullehrer und bis 1971 als Gymnasiallehrer in Frankfurt/M. tätig. Im Jahre 1972 erhielt er eine Professur für Didaktik der deutschen Sprache und Literatur an der Technischen Universität Darmstadt. 1979 hatte er eine Gastprofessur an der Universität Amsterdam inne und erwarb dort einen Doktorgrad (Dr. in de Letteren). 1991 trat er in den Ruhestand.
Als Fachdidaktiker für den Deutschunterricht beschäftigte sich Hebel vor allem mit dem Unterricht an berufsbildenden Schulen. Außerdem war er Mitautor mehrerer Schulbücher.

## Veröffentlichungen (Auswahl)
- Erfahrung und Wirklichkeit. Texte zum Verständnis des modernen Realismus (= Sein und Sagen, Bd. 8). Hirschgraben-Verlag, Frankfurt/M. 1968.
- Was wir als Sprecher können. Entwurf einer didaktischen Grammatik für den Deutschunterricht. Hirschgraben-Verlag, Frankfurt/M. 1975, ISBN 3-454-21470-X.
- Literatur im Unterricht. Zur Funktion von Literatur in der Alltagswelt der Schüler. Scriptor-Verlag, Kronberg/Ts. 1976, ISBN 3-589-20500-8.
- (Hrsg.): Die Namen der Dinge und die Bedeutung der Wörter. Texte und Arbeitshinweise zu dem sprachtheoretischen und sprachphilosophischen Problem "Bedeutung und Bezeichnung". Diesterweg, Frankfurt/M. 1977, ISBN 3-425-06249-2.
- Was wir als Leser können sollten. Entwurf einer Didaktik für den muttersprachlichen Literaturunterricht. Hirschgraben-Verlag, Frankfurt/M. 1978, ISBN 3-454-21480-7.
- Spielraum und Festlegung. Innovatorisches und institutionelles in Sprache und Literatur. Scriptor-Verlag, Kronberg/Ts. 1979, ISBN 3-589-20718-3 (= Dissertation Universität Amsterdam).
- (mit Franz Funnekötter u. Volker Rüddigkeit): Rechtschreibung im Unterricht. Probleme, Wege, Hilfen. Scriptor-Verlag, Königstein/Ts. 1981, ISBN 3-589-20773-6.
- Didaktik und Methodik des Deutschunterrichts an berufsbildenden Schulen. Hirschgraben-Verlag, Frankfurt/M. 1983, ISBN 3-454-22900-6.
- (mit Rudolf Hoberg): Deutschunterricht an beruflichen Schulen. Anforderungen an seine Lehrer. Scriptor-Verlag, Frankfurt/M. 1985, ISBN 3-589-20833-3.
- Interkulturelle Praxis als Habitus-Inferenz. Beispiel: Robinson. In: Alois Wierlacher (Hrsg.): Das Fremde und das Eigene. Prolegomena zu einer interkulturellen Germanistik (= Publikationen der Gesellschaft für Interkulturelle Germanistik, Bd. 1). Iudicium-Verlag, München 1985, S. 434–453, ISBN 3-89129-021-7.
- Deutschunterricht im Spannungsfeld von Allgemeinbildung und Spezialbildung. Deutschunterricht an berufsbildenden Schulen. Scriptor-Verlag, Frankfurt/M. 1987, ISBN 3-589-20849-X.
- (Hrsg.): Kultur und Technologie. Deutschunterricht in informations- und kommunikationstechnologischer Grundbildung. Jungarbeiterinitiative an der Werner-von-Siemens-Schule, Wetzlar 1989, ISBN 3-924393-34-6.
- (Hrsg.): "Friedensgesinnungen". Deutsche Literatur gegen den Krieg. Für die Sekundarstufe. Reclam, Stuttgart 1993, ISBN 3-15-015029-9.
- (Hrsg., mit Rudolf Hoberg u. Karl-Heinz Jahn): Fachsprachen und Multimedia (= Angewandte Sprachwissenschaft, Bd. 9). Lang, Frankfurt/M. 2002, ISBN 3-631-35932-2.

Festschrift
- Rudolf Hoberg (Hrsg.): Texterfahrungen. Franz Hebel zum 60. Geburtstag. Scriptor-Verlag, Frankfurt/M. 1986, ISBN 3-589-20843-0 (Verzeichnis der Schriften Franz Hebels S. 182ff.).